# Demonax octavus
Demonax octavus är en skalbaggsart som beskrevs av Aurivillius 1922. Demonax octavus ingår i släktet Demonax och familjen långhorningar. Inga underarter finns listade i Catalogue of Life.